# جورج دونلاب
جورج دونلاب (بالإنجليزية: George Dunlap)‏ هو لاعب غولف أمريكي، ولد في 23 ديسمبر 1908 في Arlington, New Jersey ‏ في الولايات المتحدة، وتوفي في 24 نوفمبر 2003.